# Награда Марсел Дишан
Награда Марсел Дишан (фр. Prix Marcel Duchamp) је годишња награда коју младим уметницима додељује Удружење за међународну дифузију француске уметности. Победник добија 35.000 евра за личну употребу и до 30.000 евра за изложбу својих радова у Центру Жорж Помпиду. Награда је добила име по Марселу Дишану.

## Историја
Почетком 1990-их је основано Удружење за међународну дифузију француске уметности од међународног правника Жила Фукса и колекционара уметничких дела и власника галерије Данијела Темплона у циљу промоције и дистрибуције дела француских визуелних уметника. Удружење је покренула група од пет људи, а 2020. године је имао скоро 400 чланова колекционара заинтересованих за француску уметничку сцену. Награда је основана 2000. године са циљем да истакне визуелног уметника који живи или ради у Француској. Представља приватну иницијативу, а не иницијативу јавне институције. Током целе године се организују око седамдесет радионица након којих чланови удружења номинују по четири уметника за које сматрају да испуњавају услове. Затим међународни жири састављен од чланова удружења, две трећине се обнавља сваке године, као и будући кустос изложбе радова у Центру Жорж Помпиду гласају све док не одреде четири финалиста, а затим и победника. Председник жирија је директор Центра. Добитнике бира група љубитеља уметности, удружење и међународни жири чији се састав мења сваке године. Такмиче се у изражавању пластичне и визуелне уметности: скулптура, инсталација, фотографија, видео, сликарство и друго. Резултати се обично објављују током Међународног сајма савремене уметности у Паризу. За сваку категорију се организује посебна изложба у Центру и објављује се каталог посвећен победнику и одабранима. 

## Добитници награде
Досадашњи добитници награде су: Томас Хиршхорн 2001, Доминик Гонзалес-Ферстер 2002, Матје Мерсје 2003, Карол Бензакен 2004, Клод Клоски 2005, Филип Мајукс 2006, Татјана Труве 2007, Лоран Грасо 2008, Садане Афиф 2009, Ципријен Гајар 2010, Мирча Кантор 2011, скулптура Дјуара и Жикела 2012, Латифа Ечакх 2013, Џулијан Превјукс 2014, Мелик Оханијан 2015, Кадер Атја 2016, Јоана Хаџитомас и Халил Џориж 2017, Клеман Когитор 2018, Ерик Бодлер 2019, Капвани Киванга 2020,Лили Рено-Девар 2021. и Мимоза Екард 2022. године.